# Novoivanivka, Baștanka
Novoivanivka (în ucraineană Новоіванівка) este localitatea de reședință a comunei Novoivanivka din raionul Baștanka, regiunea Mîkolaiiv, Ucraina.

## Demografie
Componența lingvistică a localității Novoivanivka
     Ucraineană (92,6%)
     Rusă (5,31%)
     Română (1,77%)
     Alte limbi (0,16%)
Conform recensământului din 2001, majoritatea populației localității Novoivanivka era vorbitoare de ucraineană (92,6%), existând în minoritate și vorbitori de rusă (5,31%) și română (1,77%).